# Opón
L' opón-carare és una llegua indígena extinta, de la família carib, que es va parlar fins a mitjan segle XX en la riba dreta del riu Magdalena, en la conca dels rius Sogamoso, Carare i Oposa, en territori de l'actual departament colombià de Santander.

## Vocabulari
Vocabularis dels dialectes d'Opón i del Carare foren recollits en el segle xix per Geo von Lengerke, i per Roberto Pineda i Miguel Fornaguera en el segle XX Gràcies a ells podem comptar amb aquesta llista de paraules:
tainaú- ño = "dona"
okir-id = "espòs, home"
borí-id = "femella"
ijo-id = "esposa"
yakó-no = "tia materna"
muré- id = "nen"
uperé-iño = "front"
ine = "pel"
ieu = "ull"
i-tana / s-tana = "orella"
i-tota = "boca"
iena = "nas"
jór-id = "dent"
poroú-id = "pit"
ñiñae = "mà"
eré-id = "fetge"
syaka = "panxa"
ishir-id = "budells"
ak.-id — "penis"
itute / ite = "cama"
puú-d / ide-bú= "peu"
p:t:id = "pell"
murú-ya = "sangr"
totó-id = "estranger", "blanc"
wá / shi=o — "no"
k.au-ud = "cel"
monó-ño = "terra"
kokó-o / ene-bú ="nit"
enakupángui=o = "tarda"
oilo-id = "vent"
konindi=o = "fred"
takarara-yi = "pantà"
canaba = "canoa"
malakakuta = canalet
ká-nra-yi = "arc"
butá = "destral"
tea-id = "xixa"
pija-id = "remei"
wenaño = "camí"
fotó = "foc"
maká-id = "iuca"
tumai / aránga-yi = "tabac"
yakuru-d = "achiote"
marmita = "pava"
onique = "saíno"
mamai = "jaguar"
araijá-id = "rat penat"
m:ncja-ino = "poll"
itu = "pluma"
piru-iko = "bonic"
wanainaiti-o = "dolent"
wapoté = "gran"
pómboka = "bufar"
eje / uni=o = "veure"

## Fonologia
Marshall Durbin i Haydée Seijas van derivar la següent fonologia a partir dels vocabularis recol·lectats per Pineda i Fornaguera.
|             | Bilabials | Alveolars | Postalveolar | Palatals | Velars | Glotals |
| ----------- | --------- | --------- | ------------ | -------- | ------ | ------- |
| Oclusives   | p b       | t d       |              |          | k g    | ʔ†      |
| Fricatives  |           | s         | ʃ            |          |        | h       |
| Vibrant     |           | r         |              |          |        |         |
| Nasals      | m         | n         |              | ɲ        |        |         |
| Aproximants |           |           | j            |          |        |         |

* [ʔ] may not be phonemic, it appears only at morpheme boundaries.
|          | Anteriore | Centrals | Posteriors |
| -------- | --------- | -------- | ---------- |
| Tancades | i iː      |          | u uː       |
| Mitjanes | e eː      | ə        | o oː       |
| Obertes  |           | a aː     |            |